# Utugt
Utugt - som "i tugt og Herrens formaning", "optugtelse" og "tugthus" - af nedertysk tucht - er et gammeldags, kristent udtryk for seksuelt samkvem udenfor ægteskabet.
Prostitution blev juridisk rutinemæssigt omtalt som "erhvervsmæssig utugt". Sådan omtales prostitution også i straffelovens § 229 om udleje af værelser til dette brug.
Utugt var regnet som en af de syv dødssynder, det modsatte af kyskhed. På latin sagde man luxuria, som i moderne oversættelse er blevet omdøbt til nydelsessyge i stedet for "utugt".